# InterCool

Logo der InterCool

Die InterCool ist eine internationale Fachmesse für Tiefkühlkost, Speiseeis und Technik. Sie wurde seit 1994 alle zwei Jahre von der Messe Düsseldorf GmbH auf dem Düsseldorfer Messegelände zusammen mit der InterMeat (Internationale Fachmesse für Fleisch und Wurst) und der InterMopro (Internationale Fachmesse für Molkereiprodukte) veranstaltet. 2012 wurde die letzte Ausgabe abgehalten.
Ideelle Träger sind der Bundesverband Molkereiprodukte, der Milchindustrie-Verband, das Deutsche Tiefkühlinstitut und der Bundesverband der deutschen Fleischwarenindustrie.
Die InterCool 2014, deren Durchführung vom 21. bis 23. September 2014 geplant war, wurde abgesagt.

## Aussteller und Besucher 2012
Im Jahr 2012 besuchten 4.209 Fachbesucher die 182 Aussteller aus 14 Ländern auf der 5.951 m² großen Ausstellungsfläche.